# Ruspolia nitidula
Ruspolia nitidula är en insektsart som först beskrevs av Giovanni Antonio Scopoli 1786.  Ruspolia nitidula ingår i släktet Ruspolia och familjen vårtbitare. Inga underarter finns listade i Catalogue of Life.

## Bildgalleri

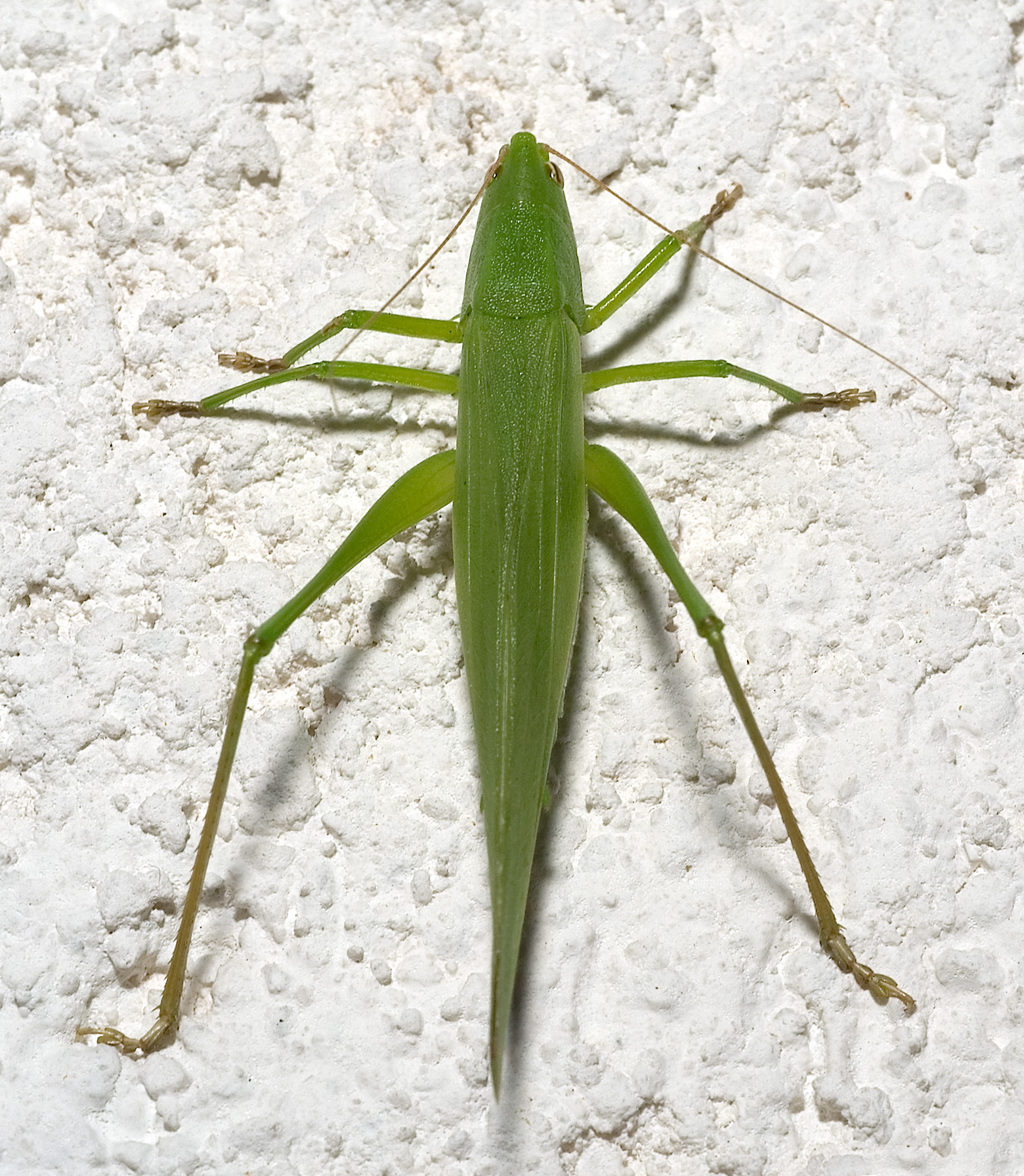
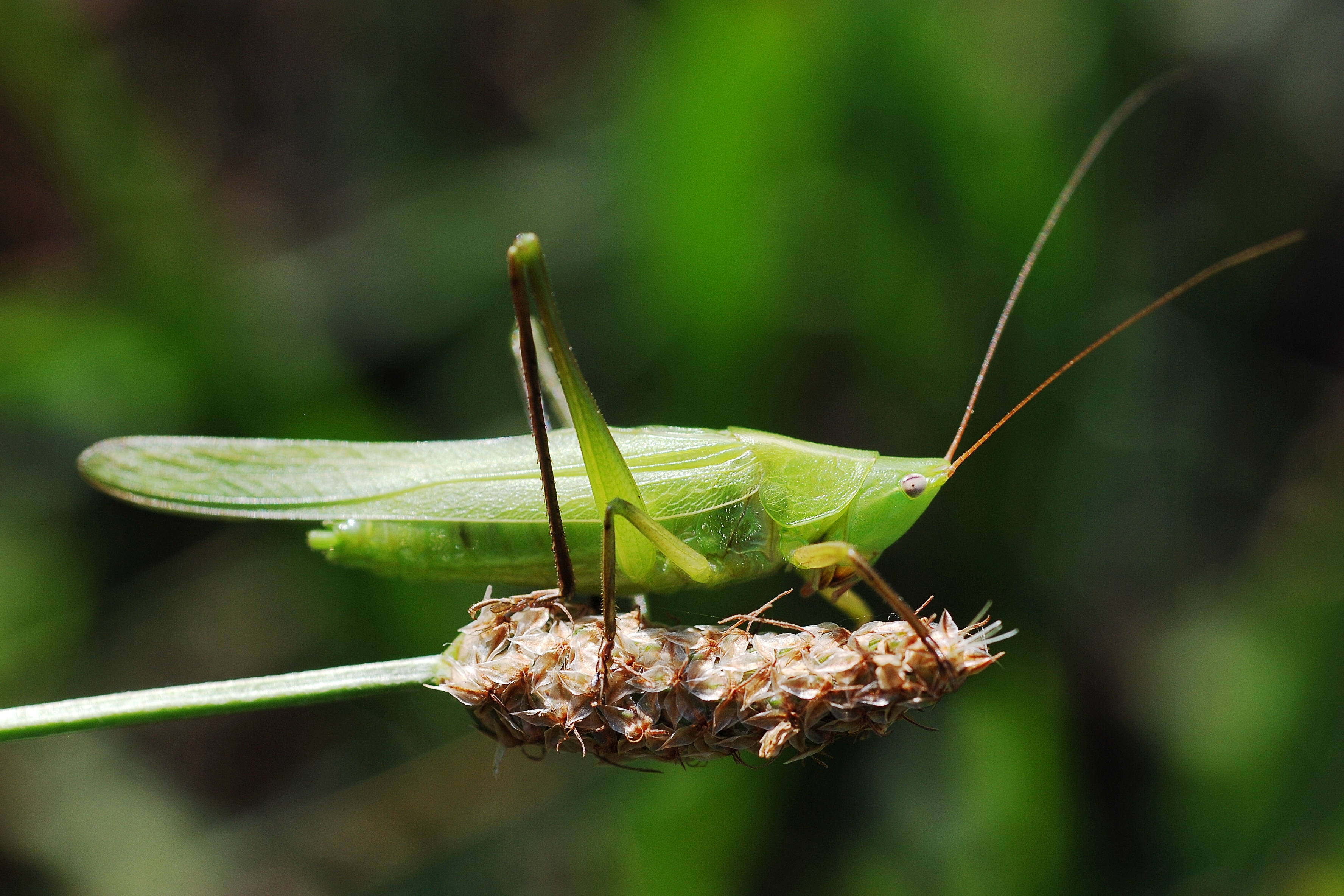
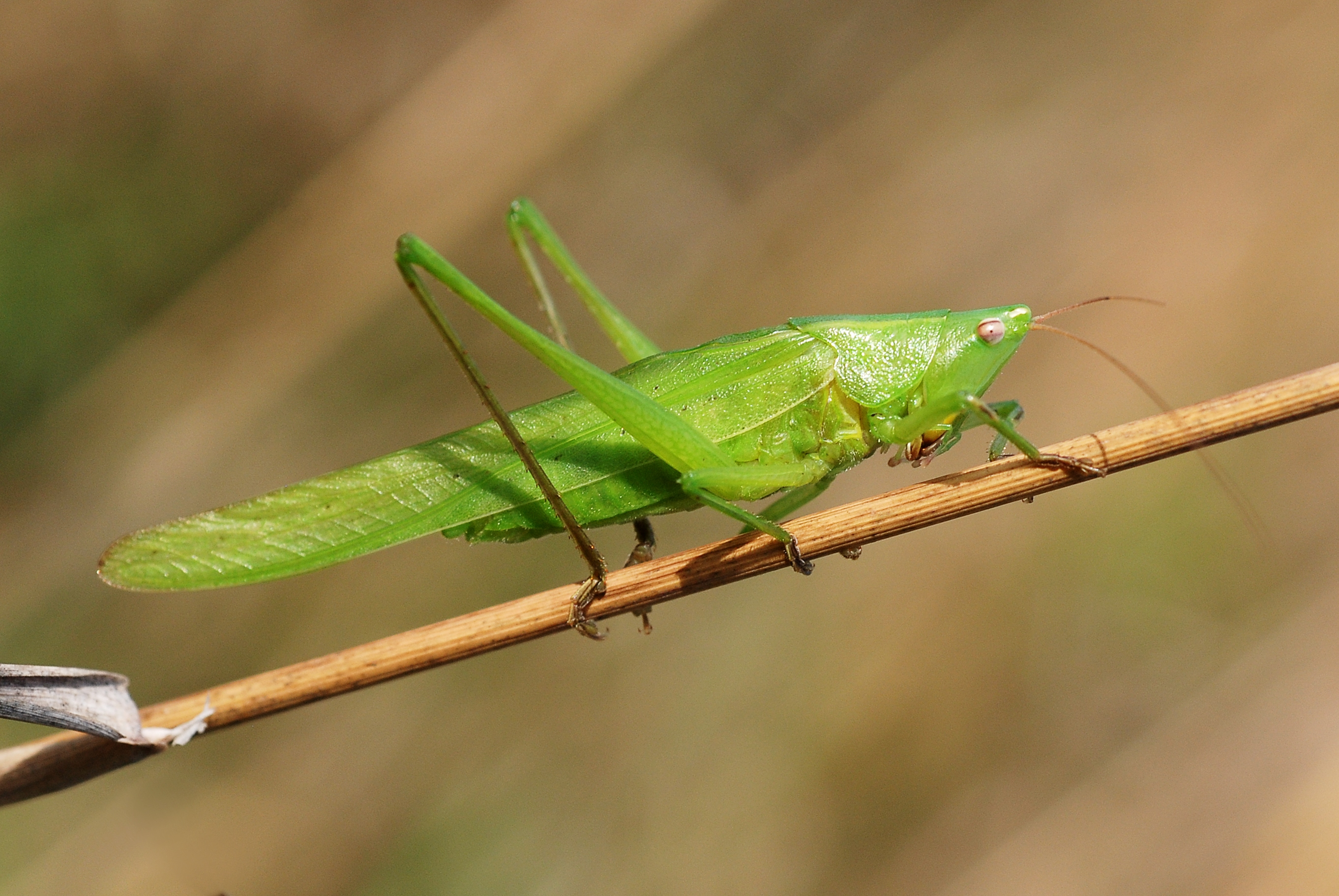
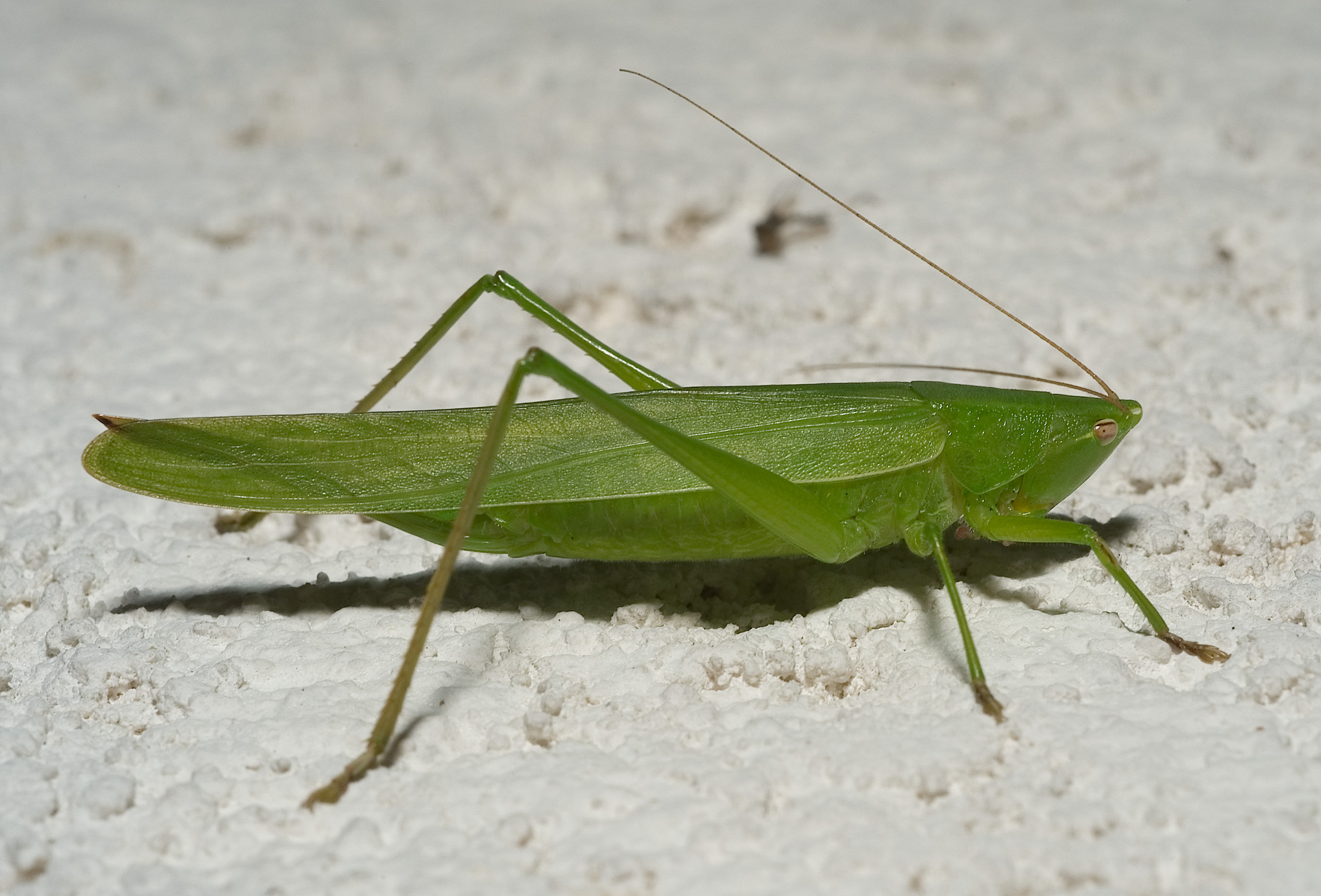
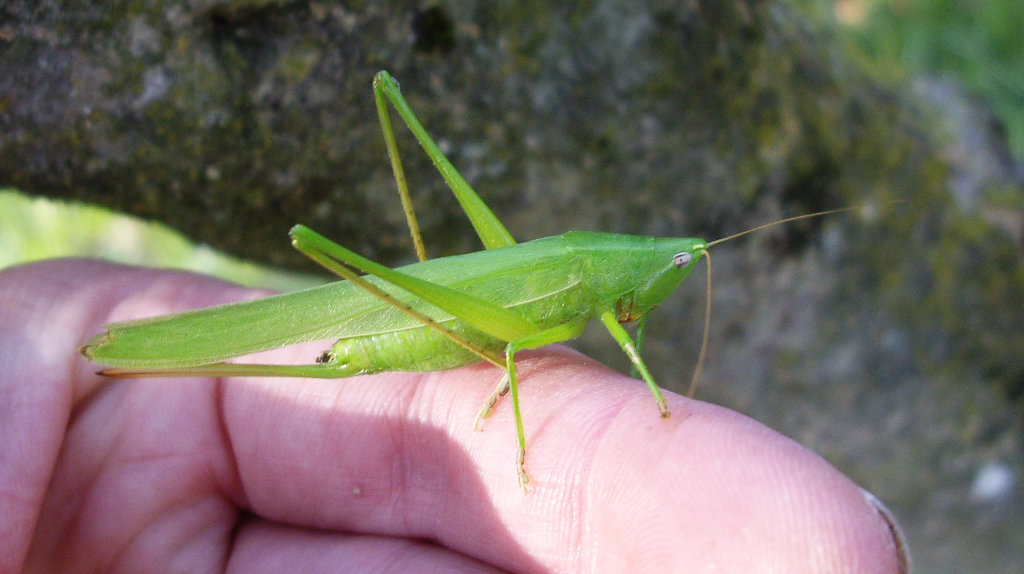
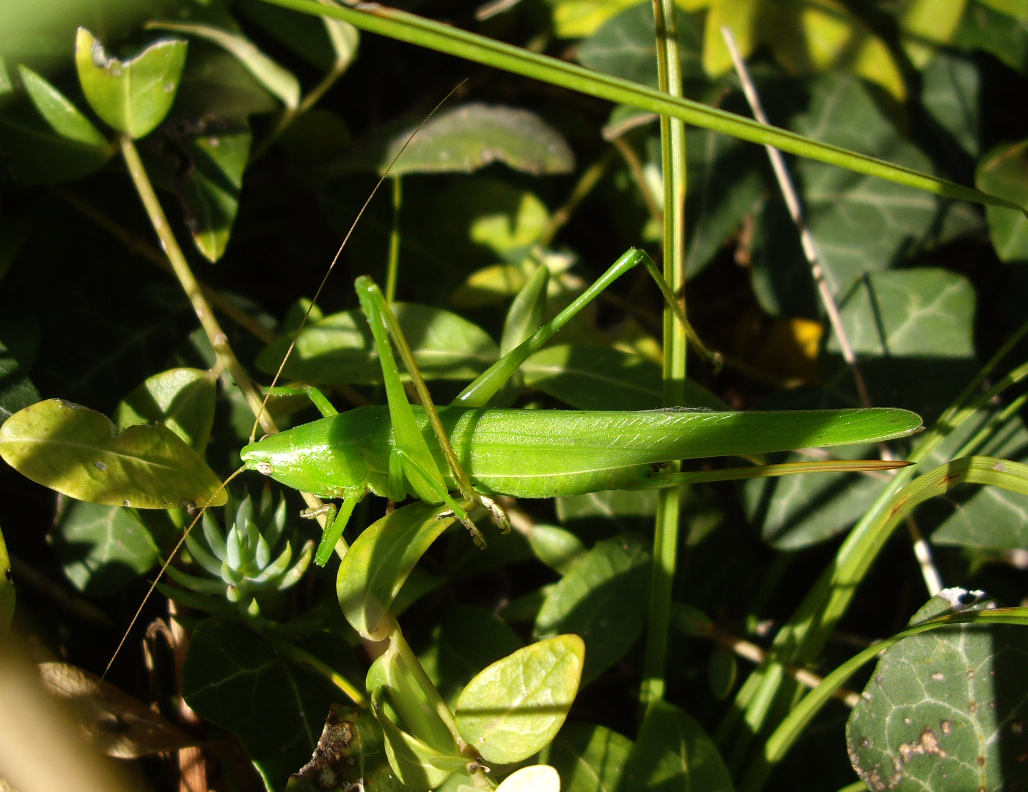